# Lorca (město)
Lorca je město v Murcijském regionu na jihovýchodě Španělska. S 92 694 obyvateli (2010) je po Murcii a Cartageně třetím nejlidnatějším městem regionu; zároveň je s 1676 km² druhou nejrozlehlejší obcí Španělska (po Cáceres). Z místních pamětihodností vyniká hrad (Castillo), archeologické muzeum a velikonoční oslavy (Semana santa).
11. května 2011 postihlo město zemětřesení, při němž přišlo o život 10 lidí.

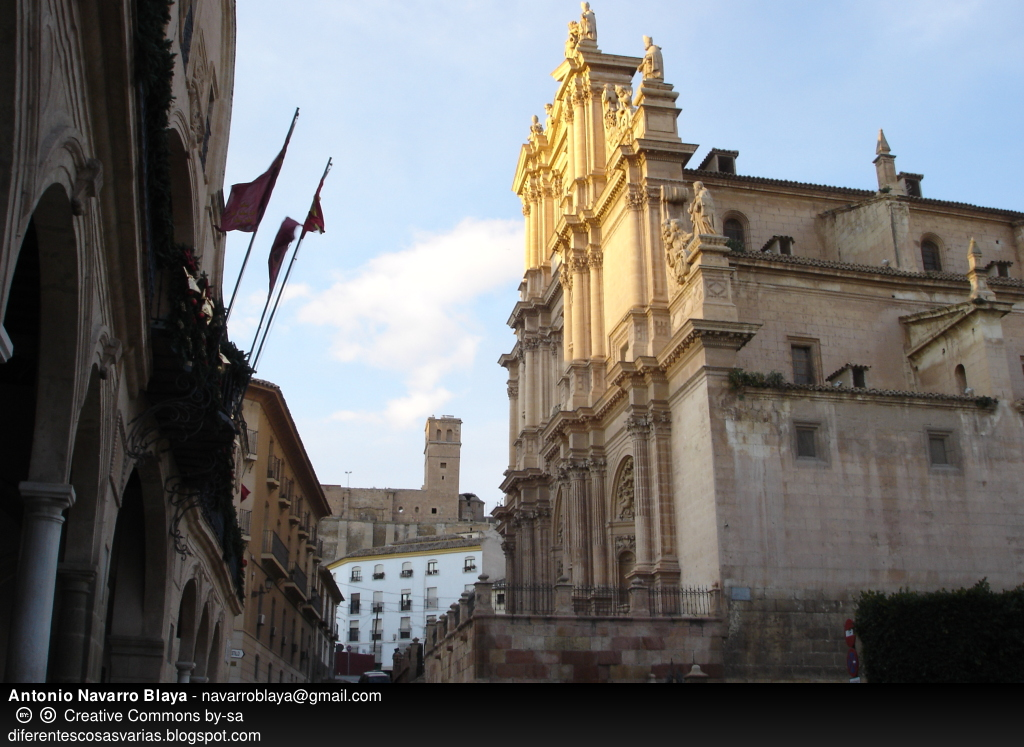
Radnice (vlevo) a kostel San Patricio

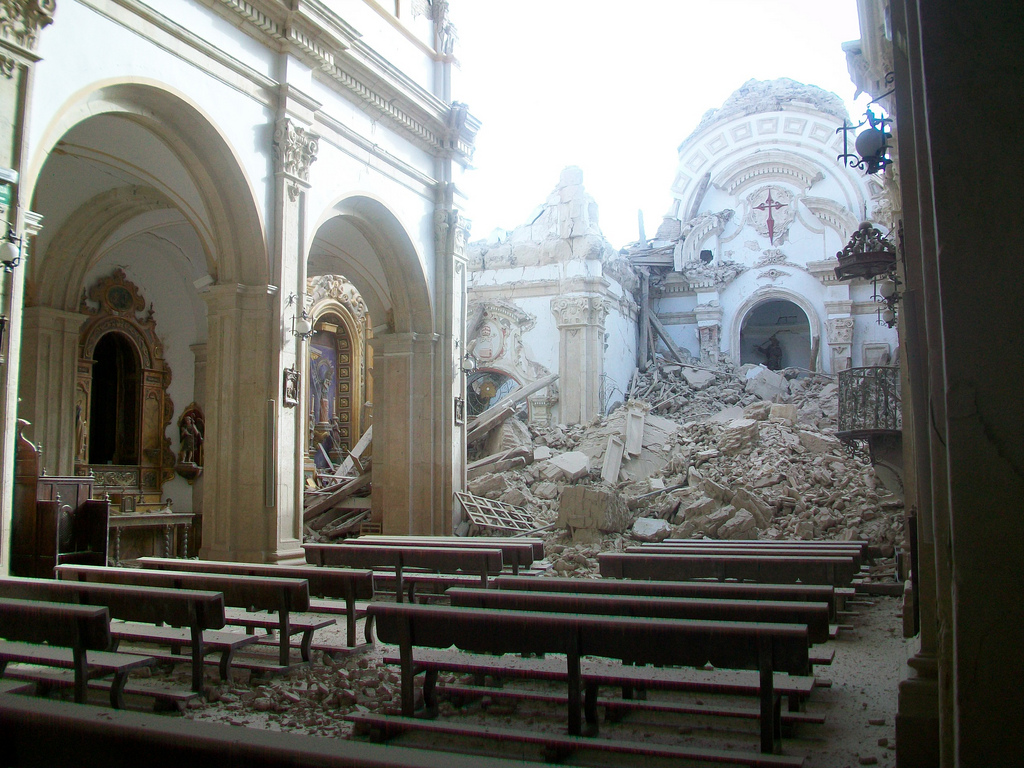
Poničený kostel Santiago po zemětřesení